# Vera Rjabuškina
Vera Pavlovna Rjabuškina, coniugata Šendel' (in russo Вера Павловна Рябушкина-Шендель?; Mosca, 25 agosto 1917 – Mosca, 16 dicembre 1996), è stata una cestista sovietica.
Era la sorella di Evdokija e Evgenija Rjabuškina.

## Carriera
Con l'Unione Sovietica ha disputato i Campionati europei del 1950.